# فولكر هينريتش
فولكر هينريتش (بالألمانية: Volker B. Heinrich)‏ هو عالم نبات ألماني، ولد في 1965.